# Helophorus hatchi
Helophorus hatchi är en skalbaggsart som beskrevs av Mccorkle 1965. Helophorus hatchi ingår i släktet Helophorus och familjen halsrandbaggar. Inga underarter finns listade i Catalogue of Life.